# TuSG 1882 Neustadt
Die TuSG 1882 Neustadt war ein Fußballverein im Deutschen Reich mit Sitz in der heutzutage polnischen Stadt Wejherowo.

## Geschichte
Die TuSG trat in der Saison 1942/43 und der Saison 1943/44 in der 1. Klasse Danzig-Westpreußen innerhalb der Kreisgruppe Zoppot/Gotenhafen an. Zur Saison 1944/45 durfte die Mannschaft dann in der Gauliga Danzig-Westpreußen antreten und wurde dort in die Gauklasse Staffel II Gotenhafen eingruppiert. Dort wurde der Spielbetrieb im Januar 1945 dann aber auch abgebrochen. Zu diesem Zeitpunkt hatte die Mannschaft sechs Spiele gespielt und stand mit 2:10 Punkten auf dem fünften und damit letztem Tabellenplatz. Zudem trat in der gleichen Saison noch die zweite Mannschaft des Vereins in der vorherigen Gruppe innerhalb der 1. Klasse als Neuling erstmals an. Die Mannschaft kam jedoch bis zum dortigen Spielabbruch auch nur noch auf vier Spiele, welche alle verloren wurden.
Am Ende des Zweiten Weltkriegs fiel Neustadt zurück an Polen. Der Verein wurde aufgelöst.